# Monte Daniel
Il Monte Daniel è un'imponente montagna antartica, alta 2.440 m, situata 1,9 km a nord del Monte Hall, nel Lillie Range, catena montuosa che fa parte dei Monti della Regina Maud, in Antartide. 
Il monte è stato scoperto e fotografato dalla prima spedizione antartica (1928-30) dell'esploratore polare statunitense Byrd.
La denominazione è stata assegnata dallo stesso Byrd in onore del politico e banchiere statunitense Robert W. Daniel (1884-1940), sponsor della spedizione.